# Nicolai Hartmann
Nicolai Hartmann (20. února 1882 Riga – 9. října 1950 Göttingen) byl německý filosof, který se zabýval etikou, ontologií a metafysikou. Je zakladatelem kritické ontologie.

## Život
Studoval filosofii v Petrohradu, v estonském Tartu (Dorpat) a v Marburgu, kde roku 1907 promoval u Hermanna Cohena a Paula Natorpa. Od roku 1920 byl profesorem v Marburgu, od roku 1925 v Kolíně nad Rýnem, od roku 1931 v Berlíně a od roku 1946 v Göttingenu. Zabýval se nejprve Platónovou teorií skutečnosti a roku 1921 vydal knihu Základy metafysiky poznání, kritiku idealismu, která ho proslavila.

## Myšlení a dílo
V navázání na Maxe Schelera vypracoval obsahovou ("materiální") etiku hodnot, kde hájil zvláštní povahu, „ideální bytí“ hodnot, jež člověk vnímá hodnotovým cítěním. Velký význam má jeho ontologické schéma, kde – v navázání na Aristotela - rozlišuje čtyři vrstvy skutečnosti:
- anorganickou
- organickou
- duševní (lidské vědomí)
- duchovní (lidská kultura)

Každá z nich stojí na té předchozí, nedá se však na ni redukovat. V knize Výstavba reálného světa (1940) Hartmann stanovil ve vztahu k těmto vrstvám čtyři zákony komplexity:
- zákon rekurence: nižší kategorie se znovu objevují ve vyšších vrstvách jako dílčí aspekty vyšších kategorií, ale nikdy naopak;
- zákon modifikace: kategoriální prvky se utvářejí a modifikují povahou vyšších vrstev;
- zákon novosti: vyšší kategorie je složena z různých nižších prvků, obsahuje však specifické novum, jež není v nižších vrstvách obsaženo;
- zákon odstupu mezi úrovněmi: různé vrstvy se nevyvíjejí spojitě, nýbrž ve skocích; proto je lze zřetelně odlišit.[2]

Tyto koncepty se rozšířily zejména v diskusích o interdisciplinárním zkoumání skutečnosti a o možnostech spolupráce mezi filosofií a vědami.

## Hlavní díla
- Platons Logik des Seins (Platónova logika bytí), 1909
- Ethik, 1925
- Der Aufbau der realen Welt (Výstavba reálného světa), 1940
- Neue Wege der Ontologie (Nové cesty ontologie), 1942
- Aesthetik (Estetika), 1953

### České a slovenské překlady
- N. Hartmann, Nové cesty ontológie. Bratislava: Pravda 1976
- N. Hartmann, Struktura etického fenoménu. Praha: Academia 2002

## Citáty
| „             | Láska nemá problém s vyjadřováním: má tisíc jazyků, symbolů, zjevení. | “ |
| — Ethik, 1925 |                                                                       |   |

| „                             | Láska je absolutně pozitivní smýšlení jako takové, znamená přitakání, přízeň, oddanost, tendenci budovat – tak jako nenávist znamená popření, rozvrat, zničení. Osobní láska je totéž přitakání vůči osobě. | “ |
| — Ethik II.7., 1925, str. 536 | |   |